# Mose ha-Kohen de Tordesillas
Mose ha-Kohen de Tordesillas in Avila (Kastilien) war ein jüdischer Gelehrter des 14. Jahrhunderts.
Er disputierte mit dem Apostaten Johannes in Valladolid und verfasste vor allem das Werk Eser ha-Emuna („Glaubensstütze“), eine Verteidigung des Judentums.
| Personendaten    | Personendaten                        |
| ---------------- | ------------------------------------ |
| NAME             | Mose ha-Kohen de Tordesillas         |
| KURZBESCHREIBUNG | kastilischer jüdischer Gelehrter     |
| GEBURTSDATUM     | 13. Jahrhundert oder 14. Jahrhundert |
| STERBEDATUM      | 14. Jahrhundert oder 15. Jahrhundert |